# Wieniamin Mandrykin
Wieniamin Anatoljewicz Mandrykin (ros. Вениамин Анатольевич Мандрыкин, ur. 30 sierpnia 1981 w Orenburgu, zm. 6 sierpnia 2023) – rosyjski piłkarz grający na pozycji bramkarza.

## Kariera klubowa
Mandrykin pochodzi z miasta Orenburg, jednak piłkarską karierę rozpoczął we Władykaukazie, w tamtejszym klubie Ałanija Władykaukaz. W Premier Lidze zadebiutował w 1998 roku, ale był to jego jedyny mecz w tamtym sezonie. W swoich pierwszych dwóch sezonach był rezerwowym w Ałaniji i przegrywał rywalizację o miejsce w składzie z Zaurem Chapowem. W 2000 roku Mandrykin był już podstawowym zawodnikiem zespołu i występował w nim przez kolejne półtora roku zaliczając łącznie 46 występów w rozgrywkach ligowych.
Latem 2001 Mandrykin przeniósł się do CSKA Moskwa, w którym do końca sezonu występował w wyjściowej jedenastce. W 2002 roku walczył o miejsce w składzie z Rusłanem Nigmatullinem. Wywalczył wówczas Puchar Rosji, a następnie wicemistrzostwo Rosji. W 2003 roku po raz pierwszy w karierze został mistrzem kraju, a także wystąpił w rozgrywkach grupowych Ligi Mistrzów. W 2004 roku stracił miejsce w składzie na rzecz Igora Akinfiejewa i od tego czasu stał się rezerwowym golkiperem w CSKA. Zdobył Superpuchar Rosji oraz wicemistrzostwo Rosji. Następne osiągnięcia przyszły w 2005 roku. Najpierw nastąpiło zdobycie Pucharu UEFA - Wasilij wystąpił w wygranym 3:1 finale ze Sportingiem. W tym samym roku wywalczył inne sukcesy: mistrzostwo Rosji oraz Puchar Rosji. W 2006 roku kolejnym osiągnięciem zawodnika był drugi z rzędu dublet: mistrzostwo plus krajowy puchar. W 2007 roku zajął z CSKA 3. miejsce w lidze.
Na początku 2008 roku Mandrykin został bramkarzem Tomu Tomsk, a w 2009 roku wypożyczono go z CSKA do FK Rostów. Z kolei w 2010 roku był wypożyczony dp Spartaka Nalczyk, w którym nie rozegrał żadnego spotkania. Latem 2010 przeszedł do Dinama Briańsk.
| Sezon | Klub                | Kraj  | Rozgrywki        | Mecze | Bramki |
| ----- | ------------------- | ----- | ---------------- | ----- | ------ |
| 1998  | Ałanija Władykaukaz | Rosja | Priemjer-Liga    | 1     | 0      |
| 1999  | Ałanija Władykaukaz | Rosja | Priemjer-Liga    | 7     | 0      |
| 2000  | Ałanija Władykaukaz | Rosja | Priemjer-Liga    | 22    | 0      |
| 2000  | Ałanija Władykaukaz | Rosja | Priemjer-Liga    | 16    | 0      |
| 2001  | CSKA Moskwa         | Rosja | Priemjer-Liga    | 9     | 0      |
| 2002  | CSKA Moskwa         | Rosja | Priemjer-Liga    | 13    | 0      |
| 2003  | CSKA Moskwa         | Rosja | Priemjer-Liga    | 18    | 0      |
| 2004  | CSKA Moskwa         | Rosja | Priemjer-Liga    | 6     | 0      |
| 2005  | CSKA Moskwa         | Rosja | Priemjer-Liga    | 1     | 0      |
| 2006  | CSKA Moskwa         | Rosja | Priemjer-Liga    | 1     | 0      |
| 2007  | CSKA Moskwa         | Rosja | Priemjer-Liga    | 20    | 0      |
| 2008  | Tom Tomsk           | Rosja | Priemjer-Liga    | 21    | 0      |
| 2009  | FK Rostów           | Rosja | Priemjer-Liga    | 10    | 0      |
| 2010  | Spartak Nalczyk     | Rosja | Priemjer-Liga    | 0     | 0      |
| 2010  | Dinamo Briańsk      | Rosja | Pierwyj diwizion | 12    | 0      |

## Kariera reprezentacyjna
W reprezentacji Rosji Mandrykin zadebiutował w 12 lutego 2003 roku w wygranym 1:0 towarzyskim meczu z Cyprem. Obecnie znajduje się poza kadrą narodową, w której wystąpił we dwóch spotkaniach. Ma za sobą także występy w młodzieżowych reprezentacjach kraju U-18 i U-21, a z tą pierwszą w 1998 roku wywalczył mistrzostwo Europy U-18.

## Sukcesy i odznaczenia

### Sukcesy indywidualne
- członek Klubu 30 meczów na „0”